# Circunscrições eclesiásticas católicas dos Países Baixos
A Igreja Católica nos Países Baixos está organizada em uma província eclesiástica (com uma Arquidiocese e seis dioceses). Além disso o país conta com um Ordinariato Castrense e está incluído na jurisdição de uma eparquia ucraniana com sede na França.

## Conferência Episcopal dos Países Baixos

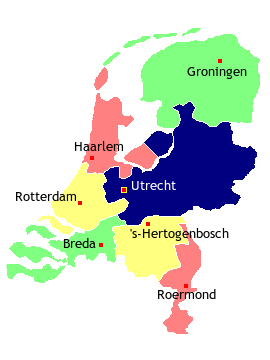
Dioceses dos Países Baixos

## Conferência Episcopal dos Países Baixos[1][2]

### Província Eclesiástica de Utreque
- Arquidiocese Metropolitana de Utreque
  - Diocese de Breda
  - Diocese de Groningen-Leeuwarden
  - Diocese de Haarlem–Amsterdão
  - Diocese de Roermond
  - Diocese de Roterdão
  - Diocese de ’s-Hertogenbosch

### Jurisdição Sui Iuris
- Ordinariato Castrense dos Países Baixos

## Jurisdição da Igreja Greco-Católica Ucraniana[3]
- Eparquia Ucraniana de Saint-Vladimir-le-Grand de Paris (sede na França)

## Ligações Externas
Giga Catholic
Conferência Episcopal dos Países Baixos